# Барабошко Олександр Олександрович
Олександр Олександрович Барабошко (відомий під псевдонімом Крус або Krus, нар. 24 лютого 1990 року, с. Крухиничі Локачинського району Волинської області) — український блогер, громадський діяч.
У 2014 році був технічним кандидатом (Супер-Маріо) на Парламентських виборах в Одесі. За даними ЗМІ разом з Олексієм Дурнєвим допомагали обратися проросійському кандидату Сергію Ківалову.
Журналісти пов'язують Олександра Барабошка зі скандальною групою Володимира Петрова.

## Життєпис

### Початок кар'єри
Олександр Барабошко навчався у НВК «Локачинська ЗОШ-гімназія І-ІІІ ст» і вступив на радіотехнічний факультет до Київського політехнічного інституту. Долучився до організації найбільшого в Україні університетського фестивалю Radioday З 2012 року почав займатись політичним PR.
У листопаді 2013 року став активним учасником Євромайдану. Впродовж Революції гідності висвітлював події в соцмережах і став автором першого стріму з Євромайдану. Тоді 23-річний Барабошко за одну ніч став відомим тисячам користувачів соцмереж.

### 2014—2015: Активна політична діяльність
У березні 2014 року став співвласником ТОВ «ТКМЕДІА»
29 вересня 2014 — технічний кандидат в народні депутати за одномандатним виборчим округом № 135 (Одеська область), самовисуванець.
24 лютого 2015 року — у день свого 25-річчя, став радником міністра інформаційної політики Юрія Стеця. За два тижні, 10 березня Олександр покинув цей пост, написавши в Twitter, що йде «в пік забризкування жовчю від російських ЗМІ» Офіційно причину звільнення не пояснили, а Барабошко заявив, що це було «за взаємною згодою».
15 червня 2015 — кандидат в народні депутати за одномандатним виборчим округом № 205 (Чернігівська область), самовисуванець.
У серпні 2015 став автором петиції до Президента України, яка однією з перших набрала необхідну кількість голосів — 25 тисяч. Петиція стосувалася закону про відміну депутатської недоторканості на засідання Верховної ради 31 серпня 2015.

### 2016—2020
2017 року Radioday взяв участь у пілотній програмі громадського бюджету, де отримав підтримку жителів і став одним з перших втілених проєктів громадського бюджету в столиці. У 2017—2019. Того ж року, виступив автором проекту-переможця Громадського бюджету Києва, що мав на меті створення бібліотеки аудіокниг шкільної програми українською. Так було засновано проєкт «Слухай». Незалежні видання оцінили його як один з десяти найбільш важливих для міста.
2018 року став учасником телепроєкту «Нові лідери». Посів дев'яте місце серед усіх учасників проекту.
10 листопада 2019 — помічник-консультант народного депутата України 9-го скликання Пуртової Анни Анатоліївни.

## Блогінг і медіа
Барабошко став відомим своїми прямими ефірами під час Євромайдану, які вів у Ustream. 10 грудня 2013 розмістив у Facebook пост з посиланням на видання pravda.ua, в якому йшлося про «зачистку майдану», запевнивши, що її не буде, і пообіцяв з'їсти цей роздрукований пост, якщо ця новина виявиться правдивою. Через два дні Барабошко роздрукував скріншот посту на аркуші А4 і з'їв, записавши це на відео.
Згодом, почав вести блоги на різних платформах, включаючи Facebook, Twitter, має Telegram-канал.
У різний час висвітлював такі теми:
- 21 серпня 2017 року виступив на мітингу проросійської партії «Опозиційної платформи За Життя» під НБУ, закликаючи підвищити оплату праці мітингувальників.[25].
- У грудні 2017 провів медіаексперимент, що набрав великий резонанс у соцмережах — дізнався скільки платять так званим українським «експертам» за ефіри на російському телебаченні, примусивши пропагандистський телеканал НТВ витратити 150 доларів.[26]
- Ремонт ескалатора на станції Старовокзальна[27]
- Досліджує інформаційні війни в соцмережах і «вкиди» фейкової інформації.[23]
- Питання кібербезпеки[28][29].

### Телебачення та інші появи
- У 2017 був ведучим рубрики «Правительство блогеров» у сатиричному проєкті Володимира Петрова «Lumpen Show» на НЛО TV.[30]
- 2017 — ведучий проєкту «Шо там з Євробаченням?» на телеканалі Перший.[31]
- Знявся у епізодичній ролі в кліпі гурту Epolets на пісню «Мелодія»[32]
- 2020 — з'явився у ролі учня на уроці географії в проєкті Всеукраїнській школі онлайн[33].

## Кримінальна справа проти Олександра

### Передісторія
7 листопада 2018 студентка одного з київських вишів звинуватила заступника голови департаменту захисту економіки Національної поліції Олександра Варченка в сексуальних домаганнях та погрозах, з яким начебто познайомилась через Tinder. Наступного дня дівчина написала, що подала заяву в прокуратуру Києва і та відкрила кримінальне провадження через погрози вбивства, а ввечері видалила всі пов'язані з цим пости і вибачилась перед Варченом, бо «стала жертвою цинічної провокації проти Олександра і його дружини». Цивільна дружина Варченка, Ольга, працює першим заступником голови нещодавно створеного Державного бюро розслідувань також висловила думку, що данна атака пов'язана з її посадою.

### Затримання і суд
В кінці листопада за справу взялася Головна військова прокуратура і прокурор Віталій Опанасенко. Стало відомим, що у Барабошка і журналіста Василя Крутчака проводять обшуки у зв'язку з підозрою в організації інформаційної кампанії проти Варченка.. Політтехнолога Володимира Петрова також запідозрили і затримали, як на організатора кампанії, і запобіжний захід у вигляді домашнього арешту до 27 січня.
30 листопада Барабошка було затримано за підозрою в порушенні ст. 163 ч.2 (порушення таємниці листування), ст. 182 (порушення недоторканності приватного життя), ст. 343 (втручання в діяльність працівника правоохоронного органу), ст. 383 (завідомо неправдиве повідомлення про вчинення злочину) ККУ.
На закритому засіданні Печерського районного суду Києва про обрання запобіжного заходу, Барабошко заявив, що затримання пов'язане з його політично-громадською діяльністю. Суд постановив тримати його під вартою до 29 січня з правом внесення застави у розмірі 3 млн грн, в той час як прокурор просив 6,5 млн грн.

### Звільнення і подальший розвиток справи
3 грудня 2018 року за Олександра було внесено 3 043 000 грн застави, які, як повідомив його друг Павло Немерюк, були зібрані пожертвами всіх небайдужих. Наступного вечора Олександра було звільнено з-під варти в Лук'янівському СІЗО після чого йому одягли електронний браслет, що не дозволяє покидати межі міста Києва без дозволу правоохоронців. Після звільнення Барабошко заявив, що його тортували аби той назвав паролі до техніки, і звернувся до Національної спілки журналістів України та ГО «Інформаційна безпека» з проханням захисту.
10 грудня в інтерв'ю головний військовий прокурор України Анатолій Матіос заявив, що встановлено 11 осіб, причетних до поширення закритої інформації з персональними даними, яка була отриманих від джерела в правоохоронних органах, а Петрова і Барабошка підозрюють у тому, що вони отримували і використовували цю інформацію задля «незаконного втручання в особисте життя».
25 січня 2019 року суд продовжив обмеження Барабошко. Того ж дня, вийшло інтерв'ю з Володимиром Ковальом, що проходить свідком у цьому кримінальному провадженні, в якому він розповів, що його примушували давати неправдиві свідчення проти Петрова і Барабошка, та додав:
|  | Цю справу фабрикували дуже брутальними і брудними методами, що не мають жодного стосунку до процедури кримінального розслідування. Свідків шантажують, вони перебувають під пресингом, був фізичний тиск, моральний тиск. Ця кримінальна справа є політичною, тому що це корисливі політичні розбірки двох груп упливу |

У травні 2019 року Печерський районний суд Києва зняв обмеження на пересування та повернув закордонний паспорт.